# Fratelli De Rege
I fratelli Guido (Bebè) (Casagiove, 25 gennaio 1891 – Milano, 10 febbraio 1945) e Giorgio (Ciccio) (Casagiove, 19 agosto 1894 – Torino, 25 maggio 1948) De Rege sono stati un duo comico popolare in Italia soprattutto negli anni trenta-quaranta.

## Biografia
Guido e Giorgio dei Conti de Rege di Donato e di San Raffaele discendevano dal ramo cadetto di un'antica famiglia del patriziato piemontese ma nacquero nei pressi di Caserta dove il padre, Alessandro Evasio, era ufficiale di carriera e prestava servizio al seguito del conte di Torino, Vittorio Emanuele di Savoia-Aosta, suo lontano cugino.
Il loro interesse per la vita del mondo dello spettacolo costituì una rottura con la famiglia: il maggiore fuggì di casa per darsi alla carriera di comico, e qualche tempo dopo scoprì che anche Ciccio si stava inserendo in quel mondo, il che diede l'avvio alle loro esibizioni insieme. Rimasero in buoni rapporti con la sorella Maria, pittrice.
Nei loro spettacoli costituirono il tipico duo in cui il maggiore, nel ruolo di spalla, permetteva al minore di esaltare la sua comicità nel ruolo dello sciocco, balbuziente e incapace di parlare in modo "normale", con effetti spesso assurdi e improntati al nonsense, e di grandissimo effetto sul pubblico.
Furono molto attivi nell'avanspettacolo, ma parteciparono anche a diversi film. Morirono a poca distanza di tempo l'uno dall'altro: il maggiore a Milano sul finire della guerra, il secondo, dopo avere avuto come spalla Carlo Dapporto, trovò la morte in scena a Torino, tre anni dopo, mentre recitava al Teatro Reposi.
Il loro repertorio venne ripreso tempo dopo dalla coppia Carlo Campanini e Walter Chiari, che portarono alla celebrità anche in televisione il tormentone con cui "attaccava" solitamente il duo: Vieni avanti, cretino! (che diventerà successivamente il titolo di un omonimo film con Lino Banfi).

## Sketch famosi
Lo sketch della lettera d'amore a "Gilda" aveva una punteggiatura fantasiosa e assurda

## Filmografia
- La sconfitta dell'idolo (1920) - Guido
- Maciste in vacanza (1920) - Guido
- Milizia territoriale, regia di Mario Bonnard (1935) entrambi
- Allegri masnadieri, regia di Marco Elter (1937) entrambi
- Lasciate ogni speranza (1937) entrambi
- L'allegro cantante (1938) entrambi
- Casanova farebbe così! (1942) - Giorgio
- Non ti pago! (1942) - Giorgio
- Il mio pallone e Turno di riposo, episodi di Gli assi della risata, regia di Gino Talamo (1943) entrambi

## Premi
L'Associazione culturale "Fratelli De Rege" di Casagiove ha intitolato un premio di Cabaret Fratelli De Rege "Vieni avanti cretino". Nel 2025 il premio è giunto alla 16a edizione.